# Ernest Green

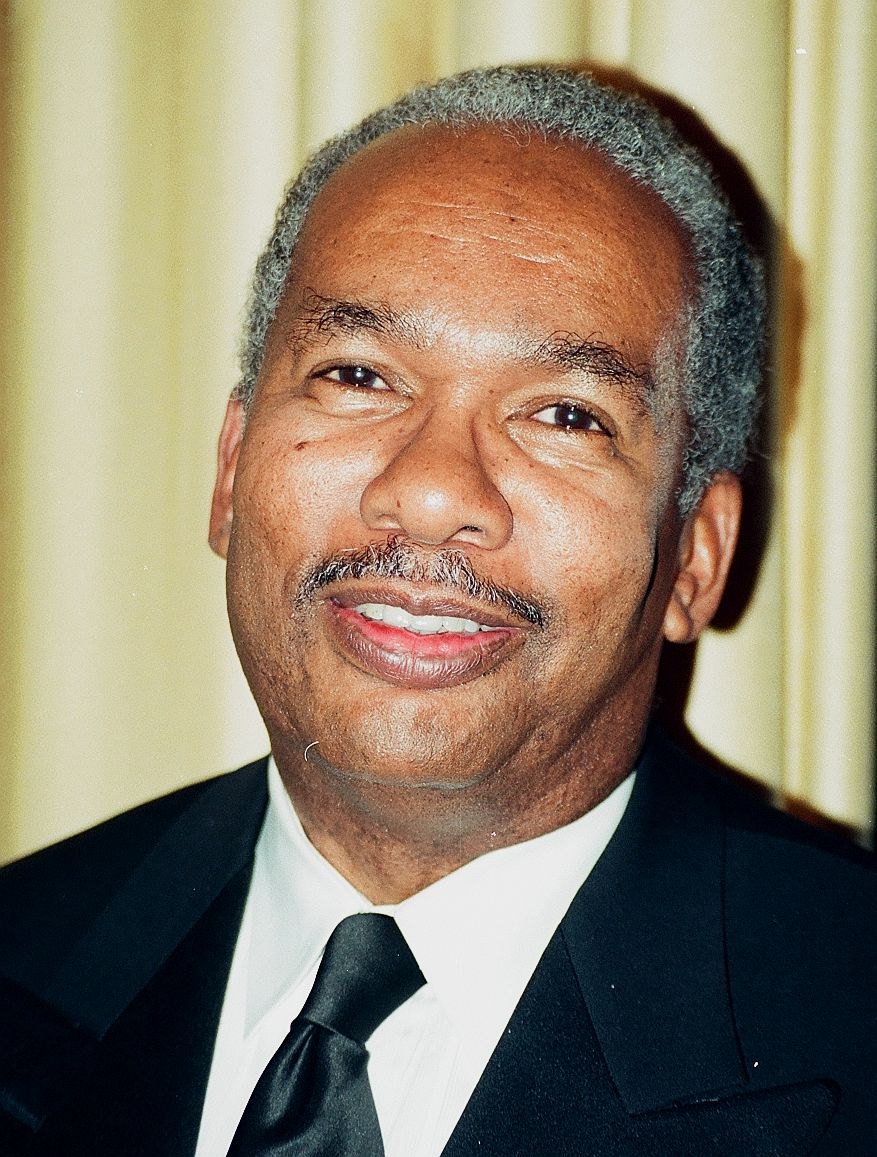
Ernest Green (1996)

Ernest Gideon Green (* 22. September 1941 in Little Rock) ist ein US-amerikanischer Bürgerrechtler. Bekannt wurde er als einer der Little Rock Nine.

## Leben
Green ist der Sohn von Ernest Green Sr. und dessen Frau Lothaire Green.
Bekannt wurde er als einer der Little Rock Nine, die 1957 als erste Schwarze die Little Rock Central High School besuchen durften. Dies wurde ihnen durch einen Beschluss von Seiten des Bezirksgerichts ermöglicht, die sich wiederum auf das Urteil des Obersten Gerichtshofs im Fall Brown v. Board of Education berief. Dieses Urteil besagte, dass die Rassentrennung an Schulen verfassungswidrig sei. Trotz der richterlichen Anordnung versuchten rassistisch motivierte Demonstranten und die vom Gouverneur Orval Faubus entsandte Arkansas National Guard die Integration der Central High School zu verhindern. Der Präsident Dwight D. Eisenhower musste zum Schutz der neun Jugendlichen Soldaten der 101st Airborne Division nach Little Rock schicken und die Arkansas National Guard unter Bundeskommando stellen. Greens Diplomverleihung 1958 wurde von Martin Luther King besucht.
Nach dem Besuch der High School studierte Green an der Michigan State University. Er machte 1962 seinen Bachelor in Sozialwissenschaften und 1964 seinen Master in Soziologie. 1968 bis 1977 wirkte Green als Leiter des A. Philip Randolph Education Fund, woraufhin er unter Präsident Jimmy Carter von 1977 bis 1981 als stellvertretender Arbeitsminister diente. In den folgenden Jahren arbeitete er im Finanzsektor, unter anderem bei der Investmentbank Lehman Brothers. Er war Mitglied verschiedener Beiräte, beispielsweise dem der National Association for the Advancement of Colored People und dem der Winthrop Rockefeller Foundation.
Green wurde für seine Arbeit für die Bürgerrechtsbewegung vielfach geehrt. 1958 wurden die Little Rock Nine gemeinsam mit einer ihrer wichtigsten Helferinnen, Daisy Bates, mit der Spingarn Medal ausgezeichnet. 1993 erschien mit Aufruhr in Little Rock – Die Ernest Green Story (Originaltitel: The Ernest Green Story) ein Fernsehfilm zu seinem Leben. Der Präsident Bill Clinton ehrte die Little Rock Nine 1999 mit der Congressional Gold Medal. Seit 2011 trägt er die Ehrendoktorwürde der University of Arkansas.